# Exposition coloniale et indienne

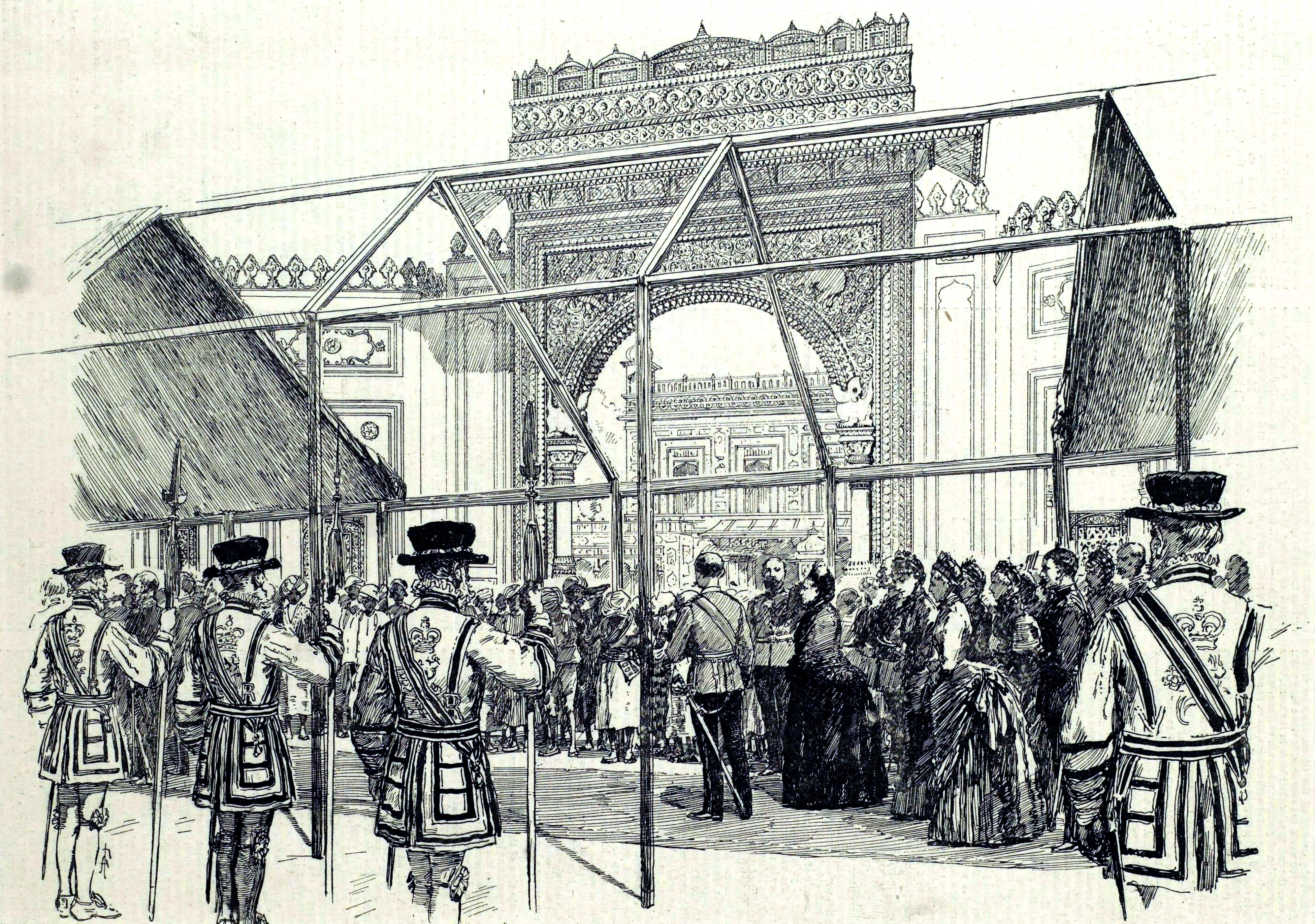
La Reine inaugurant l'Exposition coloniale et indienne : procession empruntant l'entrée principale du Palais indien. Illustration dans The Illustrated London News en mai 1886.

L’exposition coloniale et indienne (en anglais Colonial and Indian Exhibition) est une exposition importante tenue en 1886 au Royaume-Uni dans le district de South Kensington, non loin de Londres. Son but, selon les mots du Prince de Galles de l'époque, était « de stimuler le commerce et de renforcer les liens d'union qui existent maintenant en tout point de l'empire de Sa Majesté ». L'exposition a été inaugurée par la reine Victoria et, à sa fermeture, elle avait accueilli 5,5 millions de visiteurs.

## Organisation

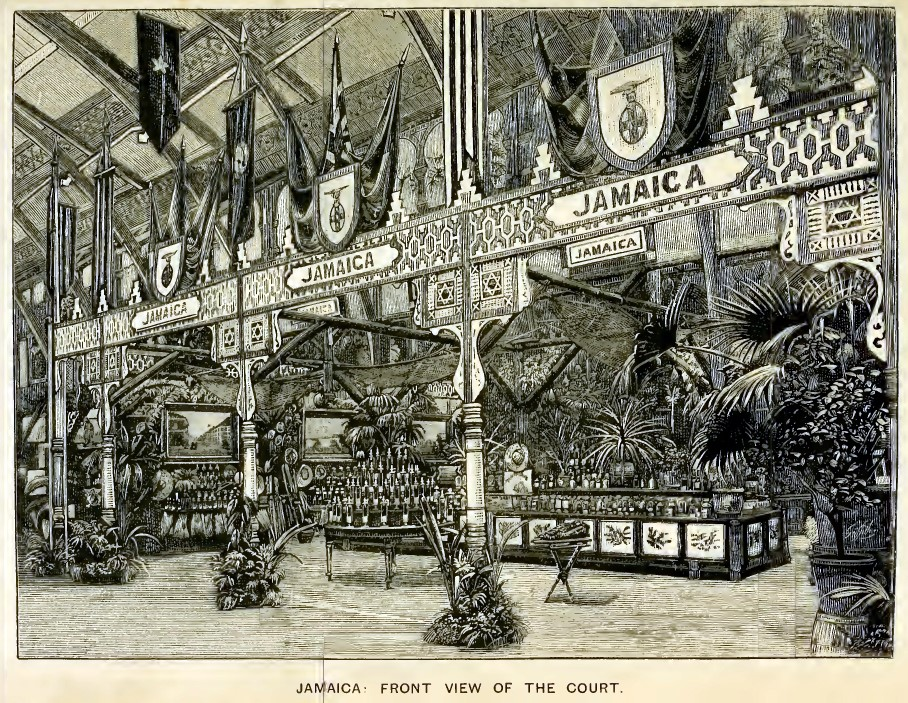
La section consacrée à la Jamaïque durant l'exposition.

Parmi les objets présentés figuraient entre autres une tombe maori apportée de Nouvelle-Zélande, une épée cérémonielle de la colonie de Lagos, une tapette à mouches en forme de sauterelle apportée des Établissements des détroits d'Inde britannique. Le tableau After A Norther  peint par Albert Bierstadt représentant les îles Bahamas fut exposée dans la galerie d'Inde de l'ouest et admiré par le Prince de Galles. 
La section consacrée à l'art indien était divisée en plusieurs galeries correspondant aux différents États princiers du Raj britannique. L'entrée de Rajputana était une grande porte de Jaipur construite et apportée par le Maharaja de l'État de Jaipur. Le portail de Gwalior qui avait été exposée à la Calcutta International Exhibition (en) en 1883 était un prêt du Victoria and Albert Museum.

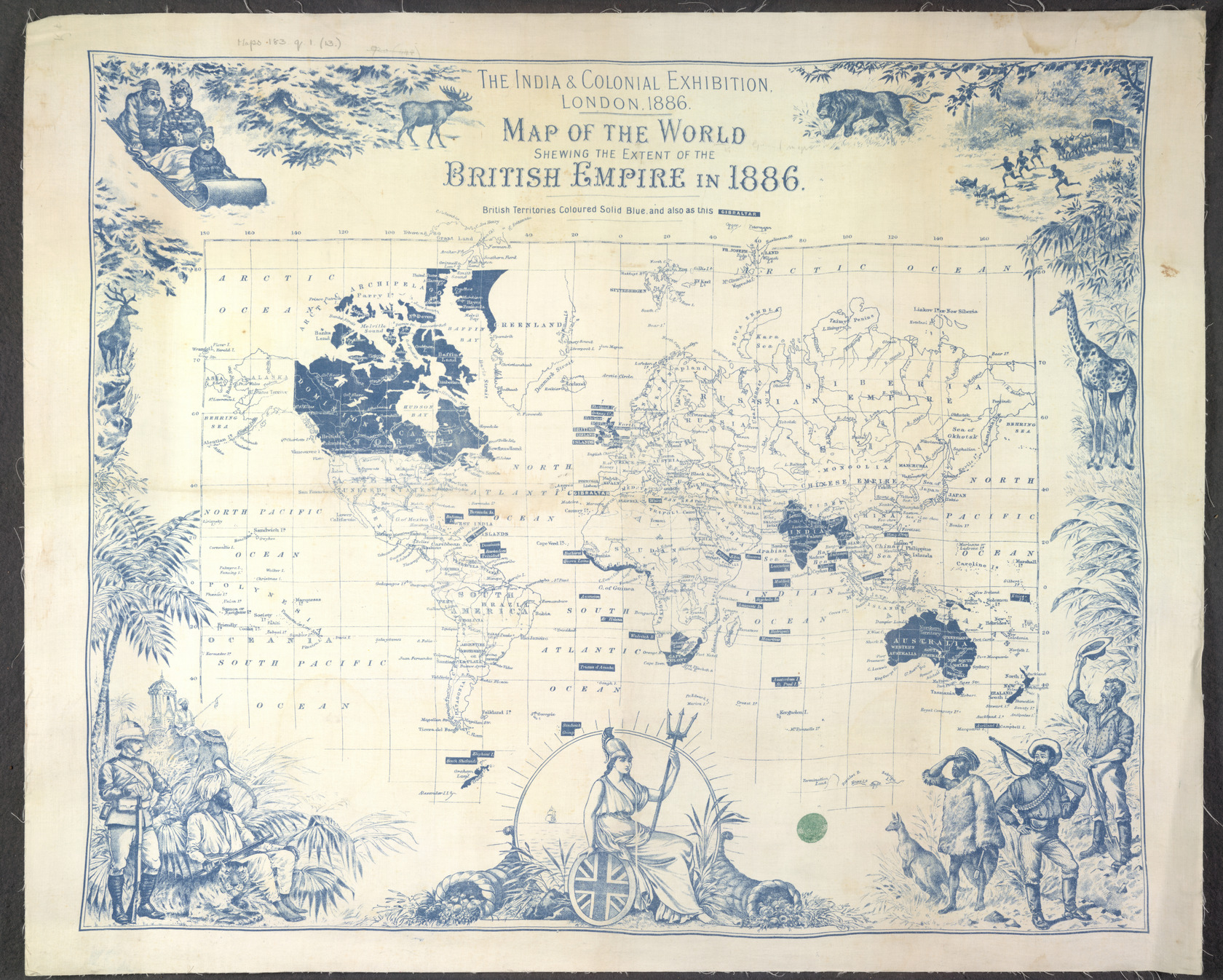
Carte en tissu de l'empire britannique imprimée sur du lin et vendue durant l'exposition.

Plusieurs douzaines d'Indiens furent amenés, depuis la prison d'Agra selon la rumeur, pour servir d'expositions vivantes ; présentés comme des artisans, ils avaient été entraînés dans leur domaine de compétence dans le cadre du projet qu'avait l'empire britannique de réformer les « castes criminelles » (les Vimukta Jati (en) prises en charge par le Criminal Tribes Act de 1871).

## Postérité
La porte de Jaipur a été rénovée en 2004 et est à présent exposée au Hove Museum and Art Gallery (en) dans la ville de Hove en Angleterre.